# Henri IV, le roi fou
Pour les articles homonymes, voir Henri IV.
Pour plus de détails, voir Fiche technique et Distribution.
Henri IV, le roi fou (Enrico IV) est un film dramatique italien de 1984 réalisé par Marco Bellocchio. Il s'inspire de la pièce éponyme de Luigi Pirandello. La musique du film est signée par Astor Piazzolla et inclut la composition Oblivion devenue mondialement célèbre. Il a été présenté au Festival de Cannes de 1984 .

## Synopsis
Le marquis di Nolli, accompagné de sa fiancée Frida, d'un psychiatre, de Matilde, la mère de Frida, et de Belcredi, son compagnon, se rend au château où son oncle s'est enfermé dans la folie pendant vingt ans, convaincu, après une chute lors d'une promenade costumée à laquelle Matilde et Belcredi assistaient, qu'il est le Saint Empereur romain Henri IV d'Allemagne. Là, il est entretenu par sa sœur et Di Nolli avec des serviteurs et des meubles vraisemblables, faisant croire à l'homme qu'il se trouve réellement au Moyen Âge, y compris en visitant les prostituées avec lesquelles Henri se divertissait et dont il aurait eu de nombreux enfants. Chaque année, à la tombée de la neige, Henri revêt l'habit de pénitent et s'agenouille devant la fenêtre du château de Mathilde de Canossa pour obtenir le pardon du pape, qui lui est ponctuellement refusé, ce qui déclenche sa fureur. Mais il n'est pas possible de faire autrement car, une année, elle a essayé de lui pardonner, ce qui l'a rendu encore plus furieux.
Au cours du voyage, le psychiatre, feuilletant un album de photos, demande à Matilda pourquoi il a choisi de se déguiser en Henri IV. La femme répond qu'en se faisant appeler Matilda, elle se fait passer pour la comtesse Matilda de Canossa : car, jeune femme, il lui a fait une cour effrénée, ne provoquant que rires et moqueries de sa part et de celle des autres membres du groupe. Di Nolli, quant à lui, est en deuil car sa mère vient de mourir et il a rendu visite à Henri en pensant qu'elle était sur le point de se rétablir. Leur présence au château est donc une ultime tentative pour ramener Enrico à la raison.
Arrivés au château, conduits par les domestiques, les membres de la compagnie commencent à se déguiser : le psychiatre en envoyé du pape, Belcredi en humble frère de sa suite et Matilde en belle-mère de l'empereur, qui accueille les invités à contrecœur. Le psychiatre imagine un contre-traumatisme pour ramener Henri à la raison : il s'agirait, après avoir fait semblant de partir, de disposer Frida et Di Nolli à la place des deux grandes toiles de la salle du trône, et à huit heures moins dix, quand Henri passera dans la pièce, Frida commencera à l'appeler, puis le grand lustre sera éclairé par des ampoules, de façon à provoquer un choc à Henri, qui, en plaçant Frida et Matilde près de lui, le ramènerait à la raison.
Mais ni eux ni les serviteurs du château ne savent qu'Henri, qui a retrouvé la raison depuis un certain temps, a délibérément continué cette comédie pour son propre amusement, comme une sorte de vengeance contre ceux qui l'ont traité de fou auparavant.

## Fiche technique
- Titre original : Enrico IV
- Titre français : Henri IV, le roi fou
- Réalisation : Marco Bellocchio
- Scénario : Marco Bellocchio, Tonino Guerra, d'après la pièce éponyme de Luigi Pirandello
- Décors : Giancarlo Basili, Leonardo Scarpa
- Costumes : Lina Nerli Taviani
- Photographie : Giuseppe Lanci
- Son : Remo Ugolinelli
- Montage : Mirco Garrone
- Musique : Astor Piazzolla, Dimitri Nicolau
- Production : Enzo Porcelli
- Production déléguée : Roberta Carlotto
- Production associée : Renzo Rossellini
- Société de production : Odyssia Film, Radio Televisione Italiana
- Société de distribution : Gaumont Italia
- Pays d'origine :  Italie
- Langue originale : italien
- Format : Couleur (Technicolor) - 1,85:1 - Mono — 35 mm
- Genre : drame
- Durée : 95 minutes
- Dates de sortie : Italie : 24 mai 1984

## Distribution
- Marcello Mastroianni : Henry IV
- Claudia Cardinale : Mathilde de Canossa
- Leopoldo Trieste : le psychiatre
- Paolo Bonacelli : Belcredi
- Gianfelice Imparato
- Claudio Spadaro
- Giuseppe Cederna
- Giacomo Bertozzi
- Fabrizio Macciantelli
- Luciano Bartoli : jeune Henry IV
- Latou Chardons : jeune Matilda / Frida